# Stade
Stade, Hanza város Németországban, Alsó-Szászországban, mintegy 45000 lakossal.

## Fekvése
Hamburgtól 45 km-rel nyugatra, az Elba közelében fekvő település.

## Története

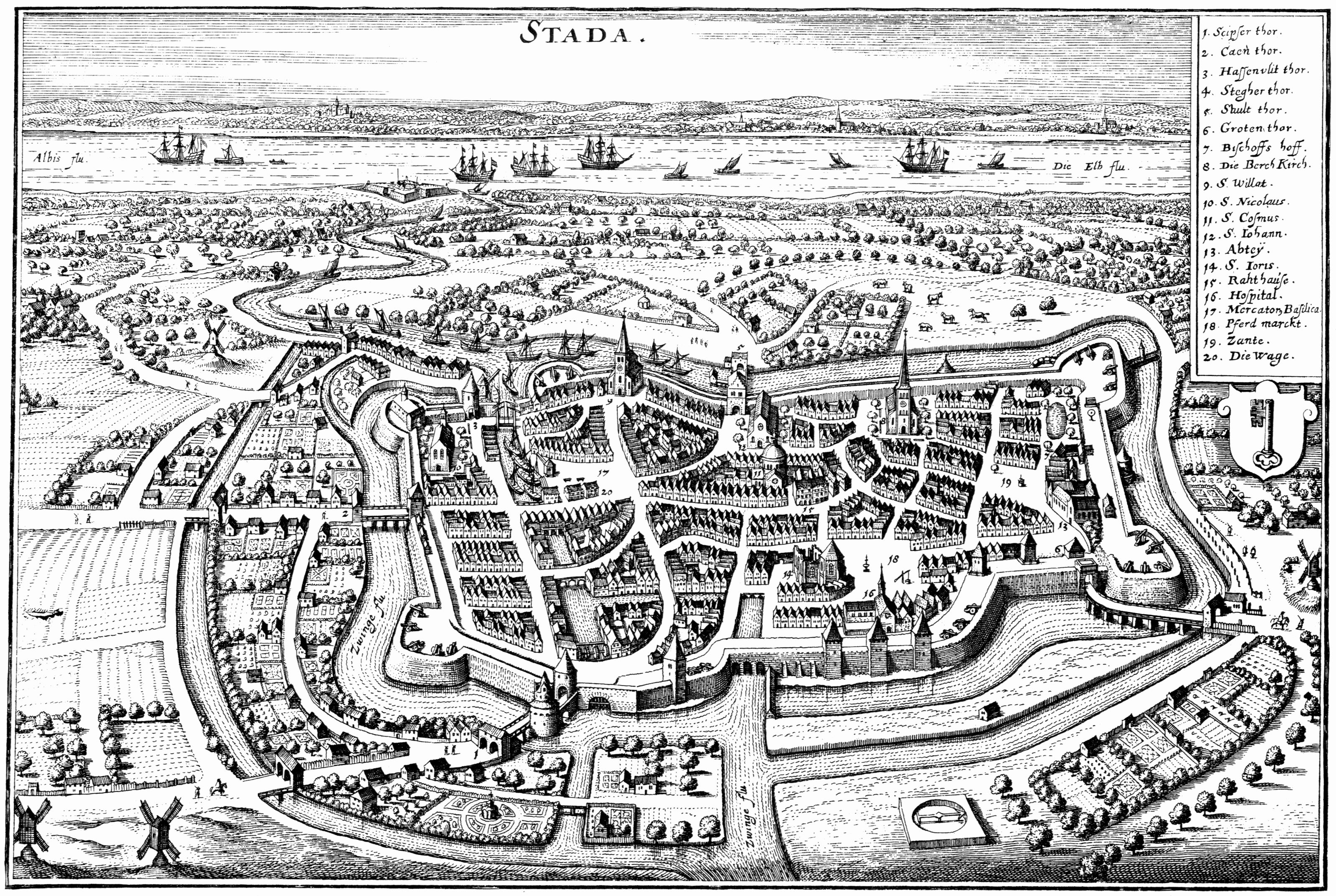
Stade egy 1640-es metszeten

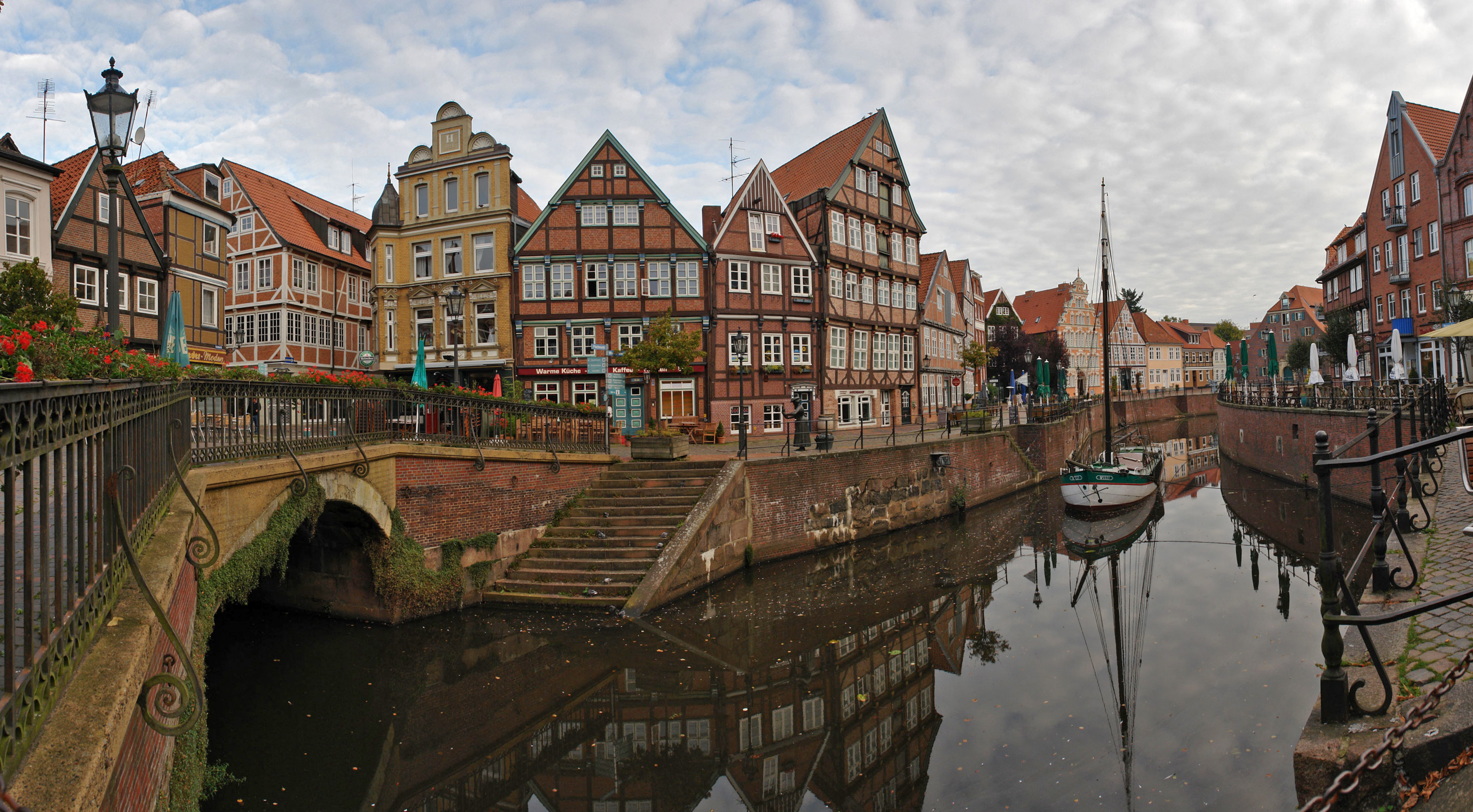
Stade, kikötő

A terület első említése 650 körülről való, ekkor itt Schiffslände erődített település állt. Az itt épült vár, valószínűleg a környék legrégibb kora középkori vára volt, és később ez lett a mai város történelmi magja.
994-ben a települést a vikingek rabolták ki, ez az év a város legrégibb írásos említésének ideje is, ekkor Stethu néven volt említve.
1601-ben Stade városát kizárták a Hanza-szövetségből.
Stade-t a harmincéves háború után rövid ideig dán, majd svéd megszállás alatt 1712-ig volt. 1659-ben nagy tűzvész pusztított itt, mely a város kétharmadát felemésztette.

## Galéria

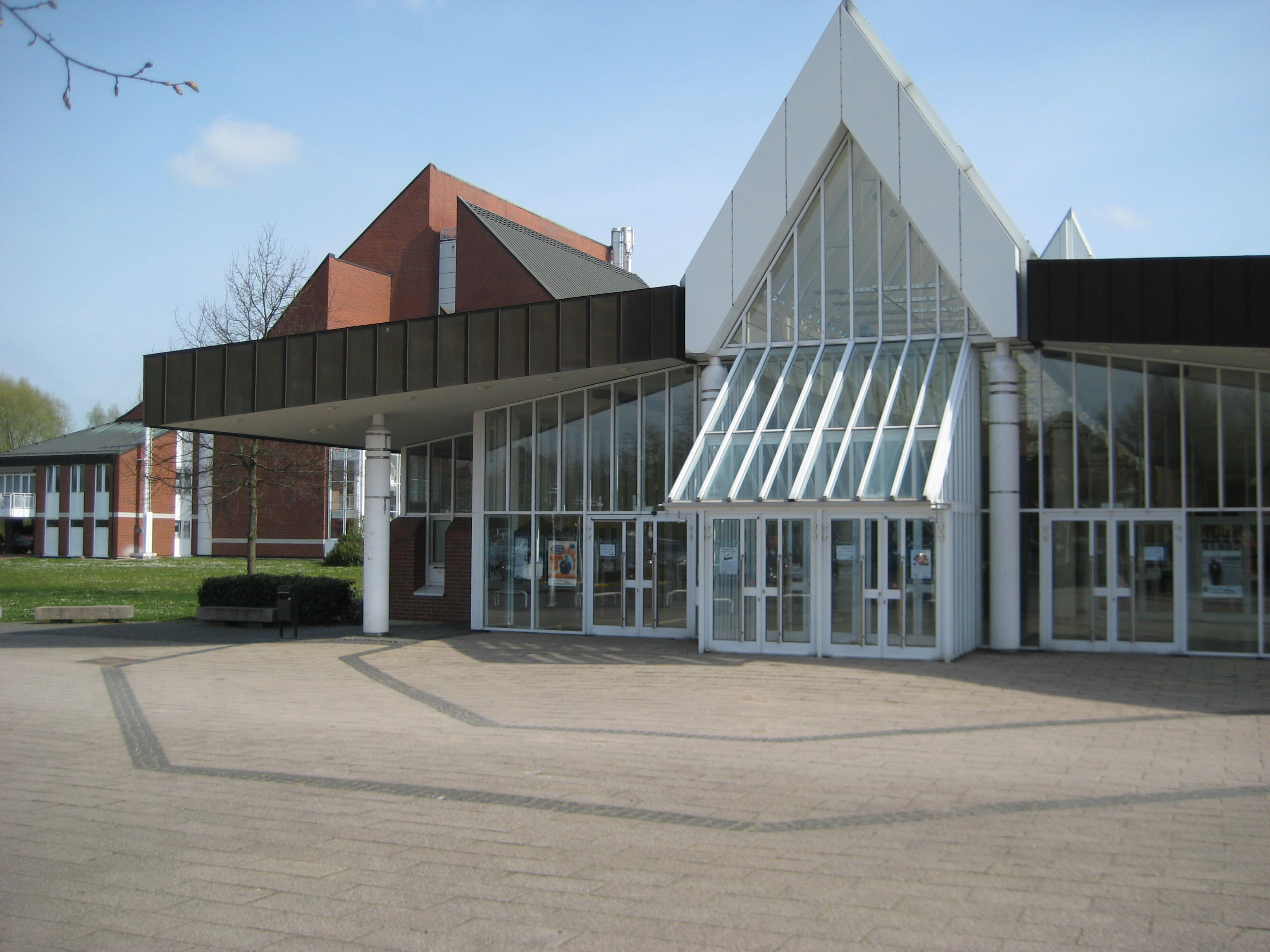
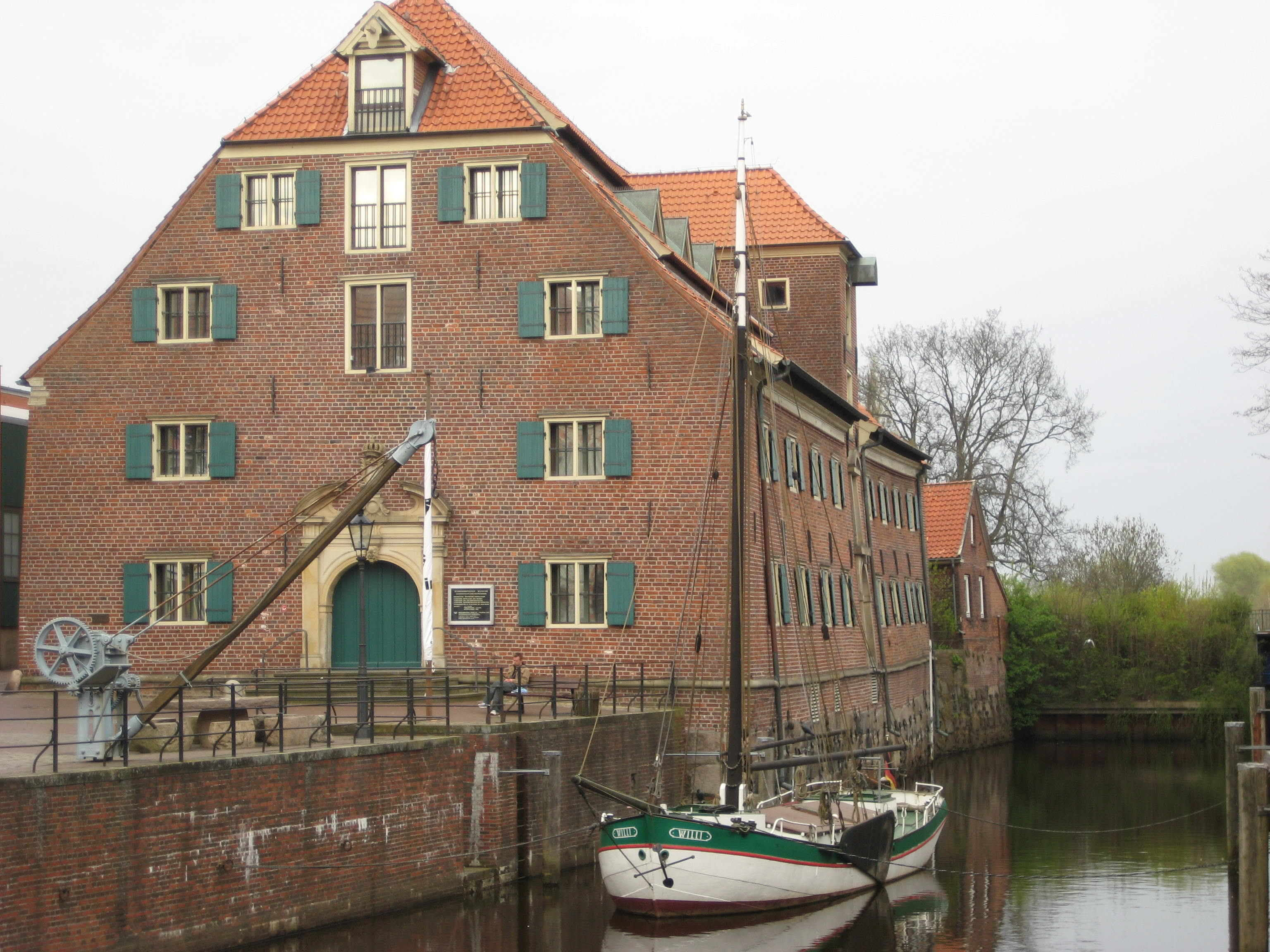
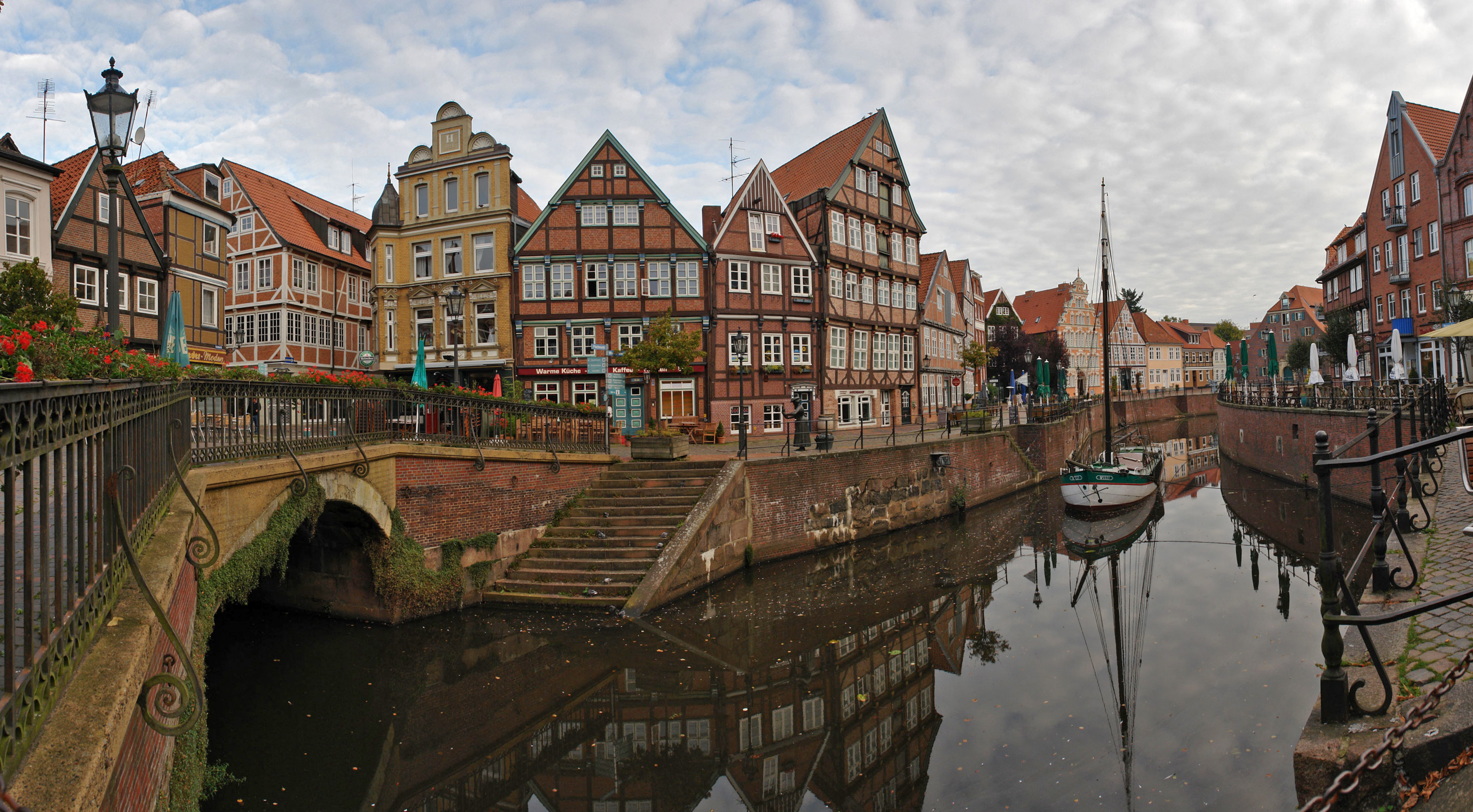
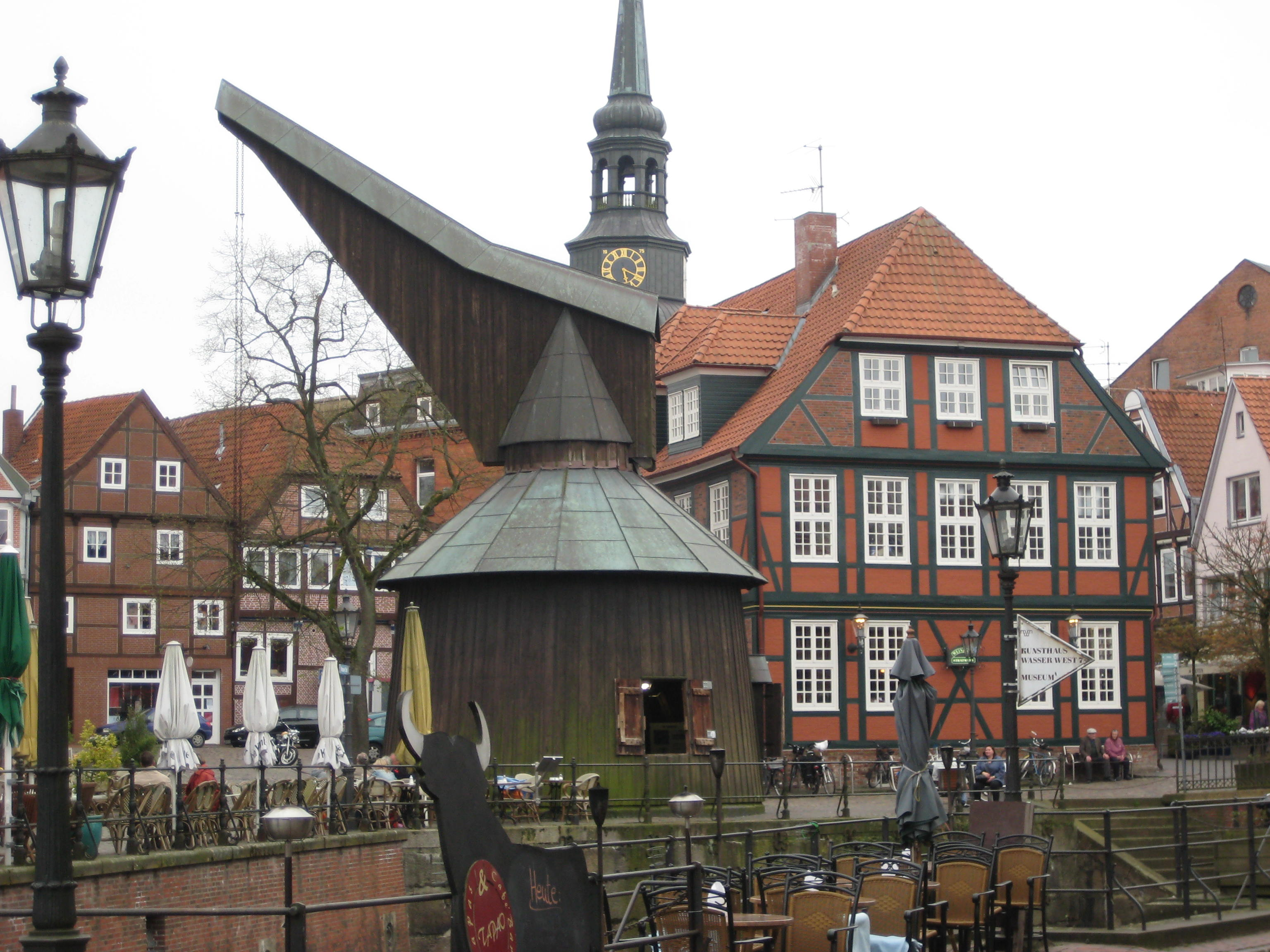
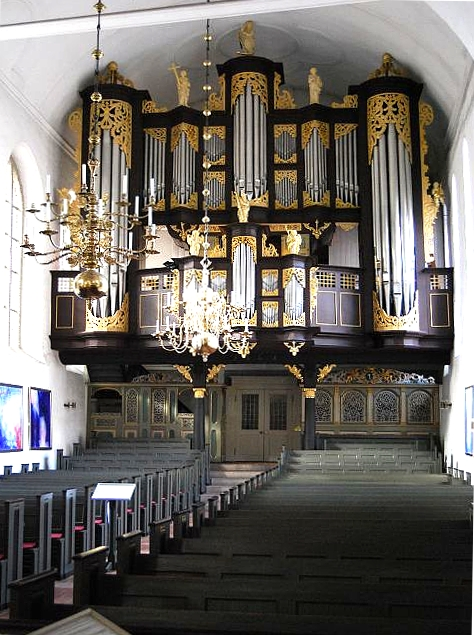
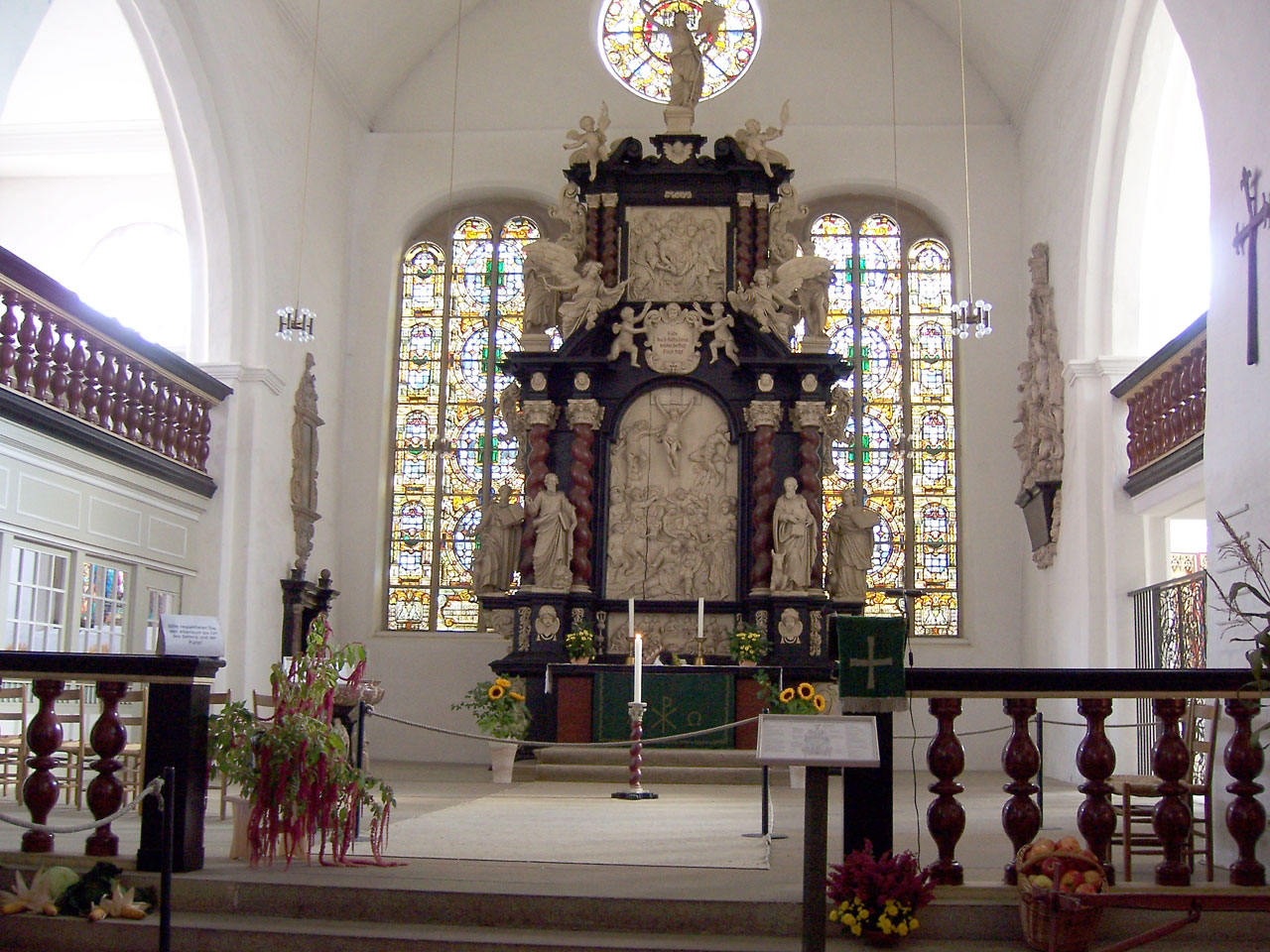
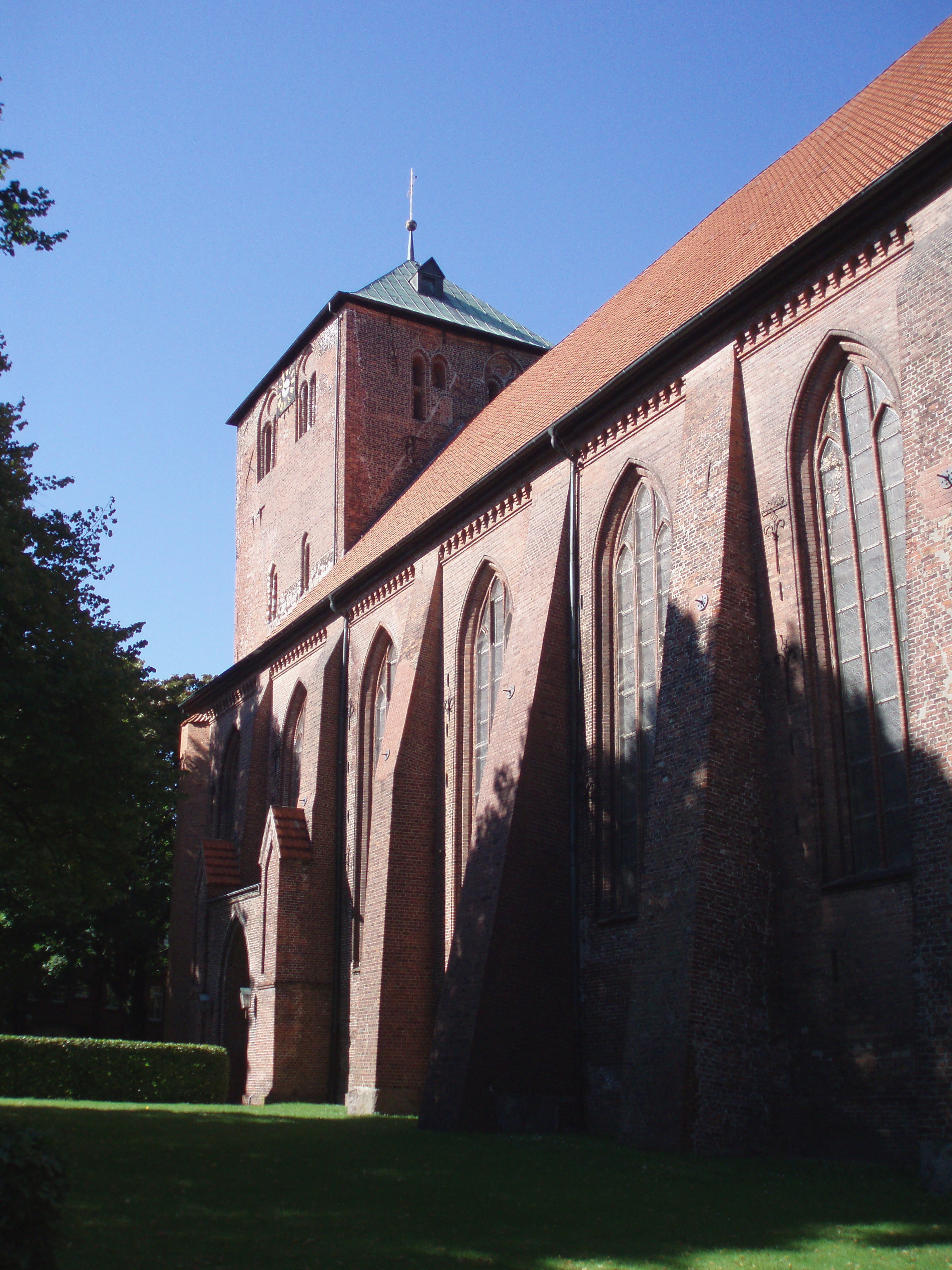
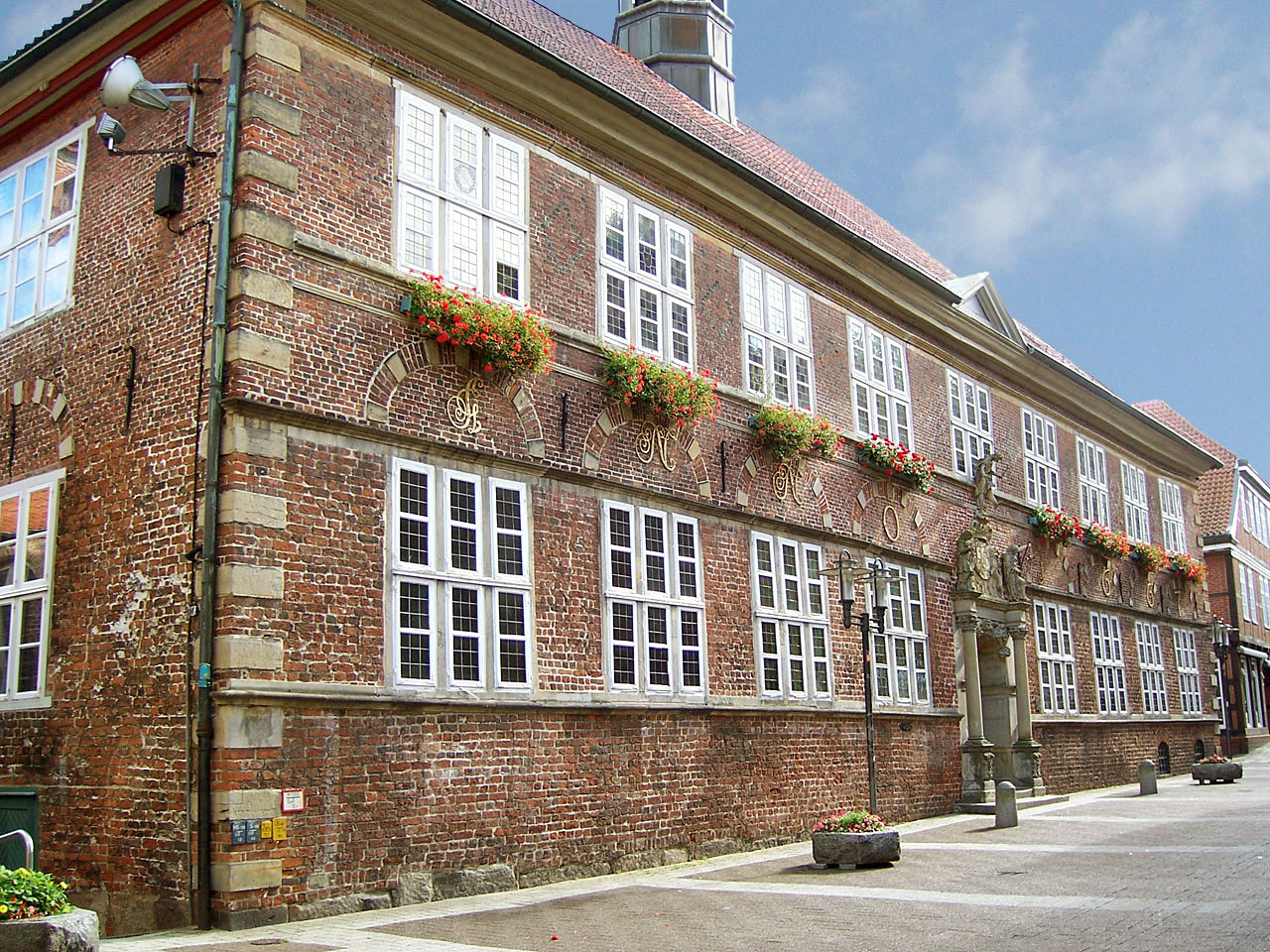
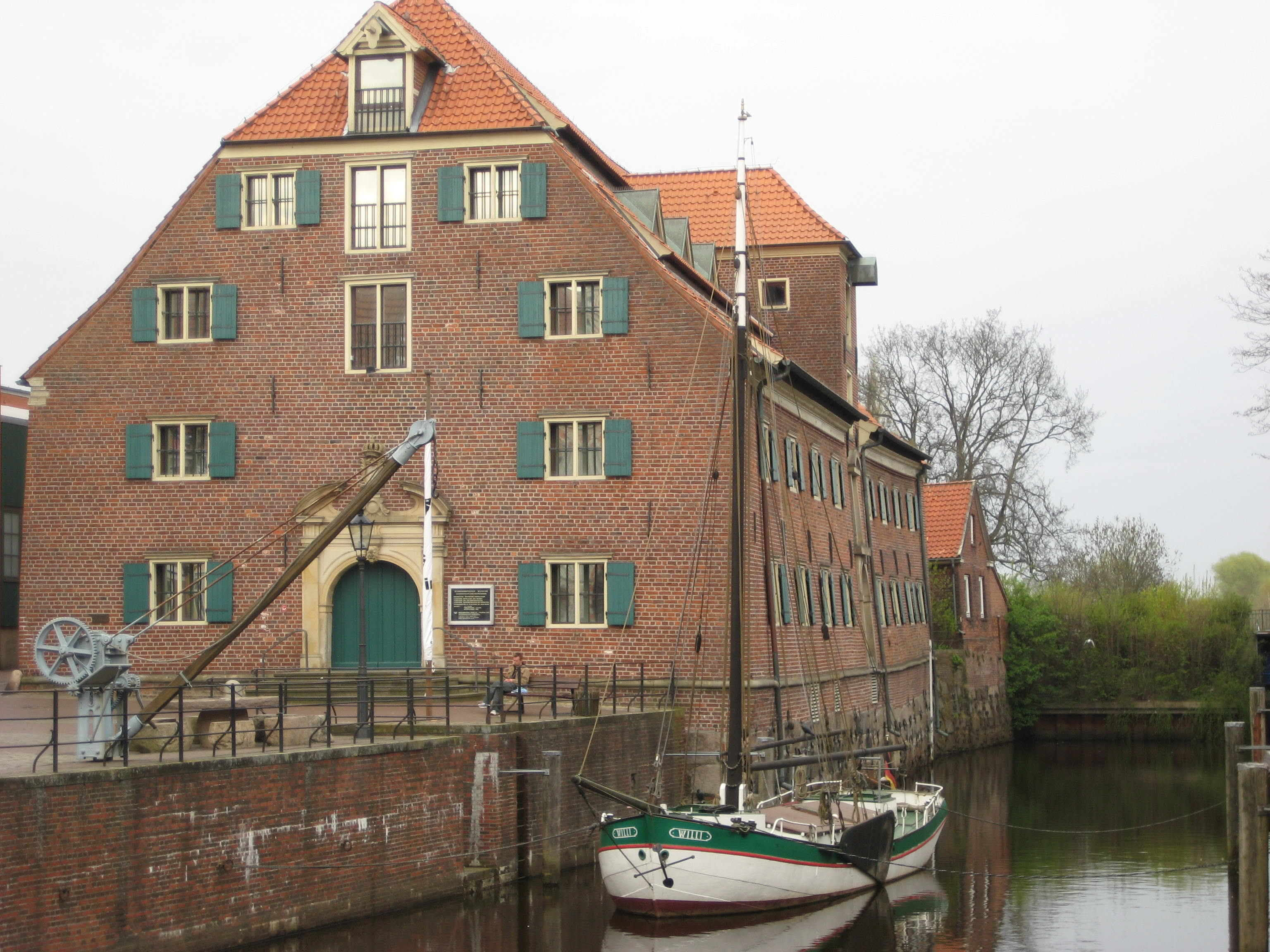
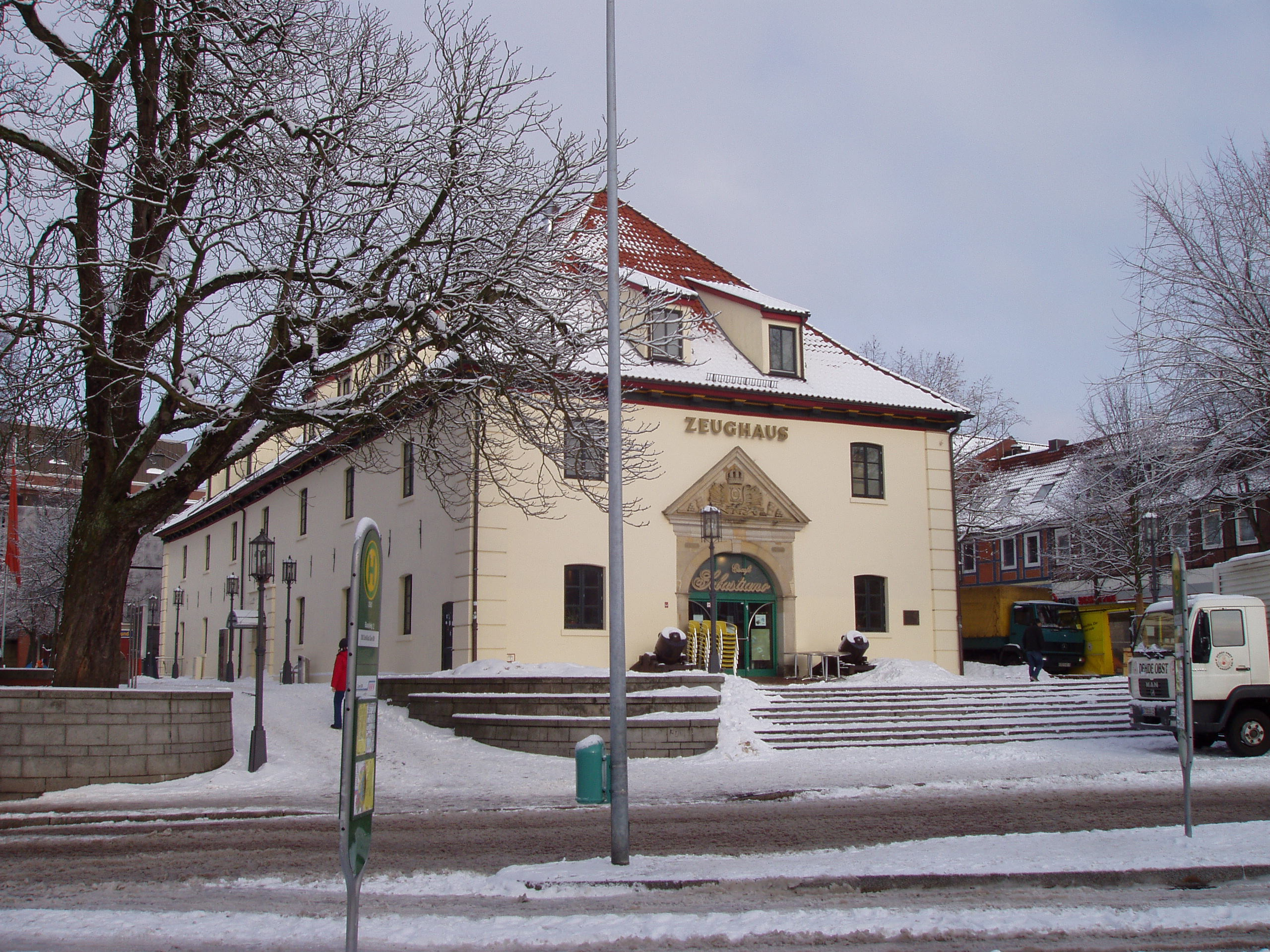
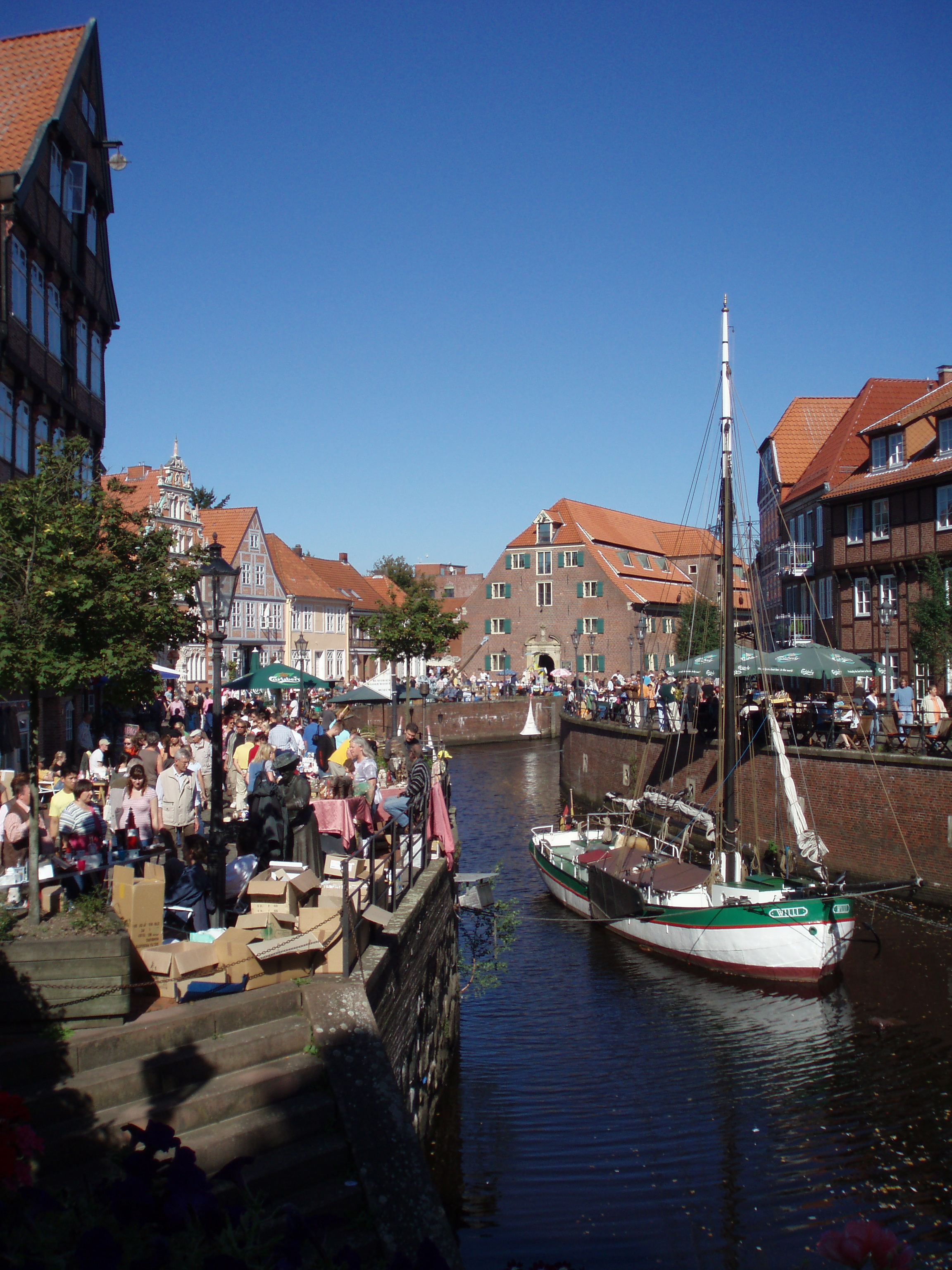
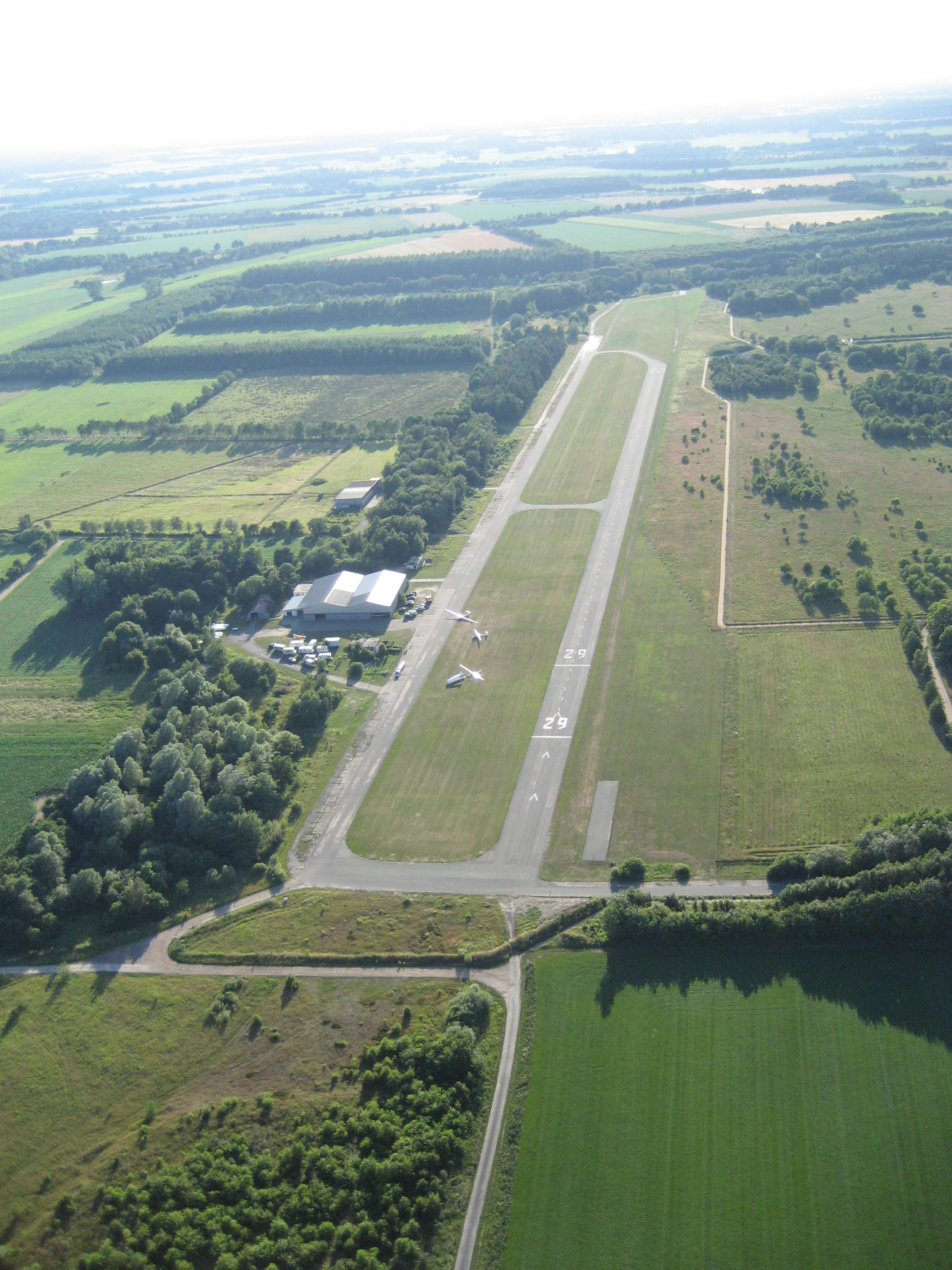
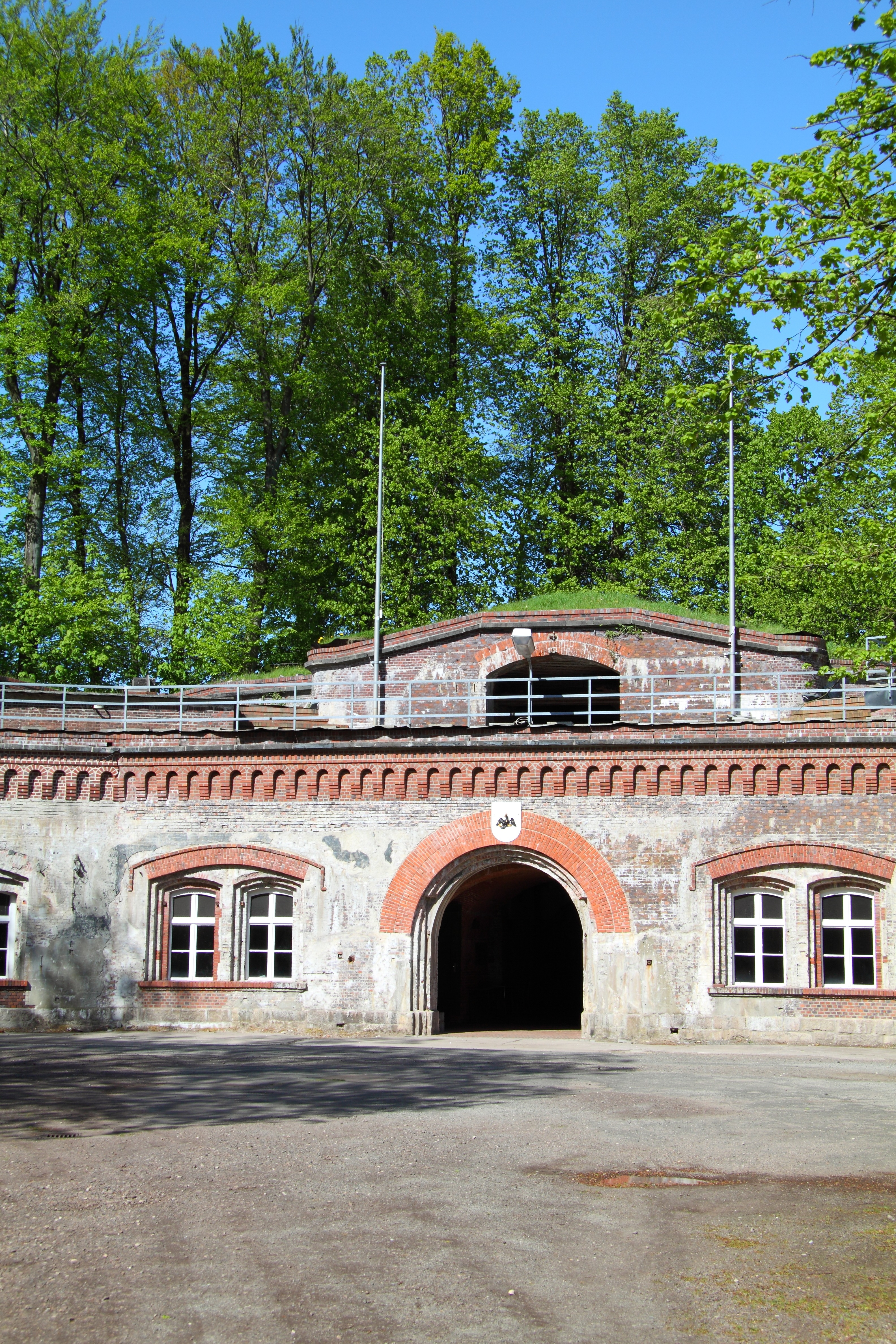
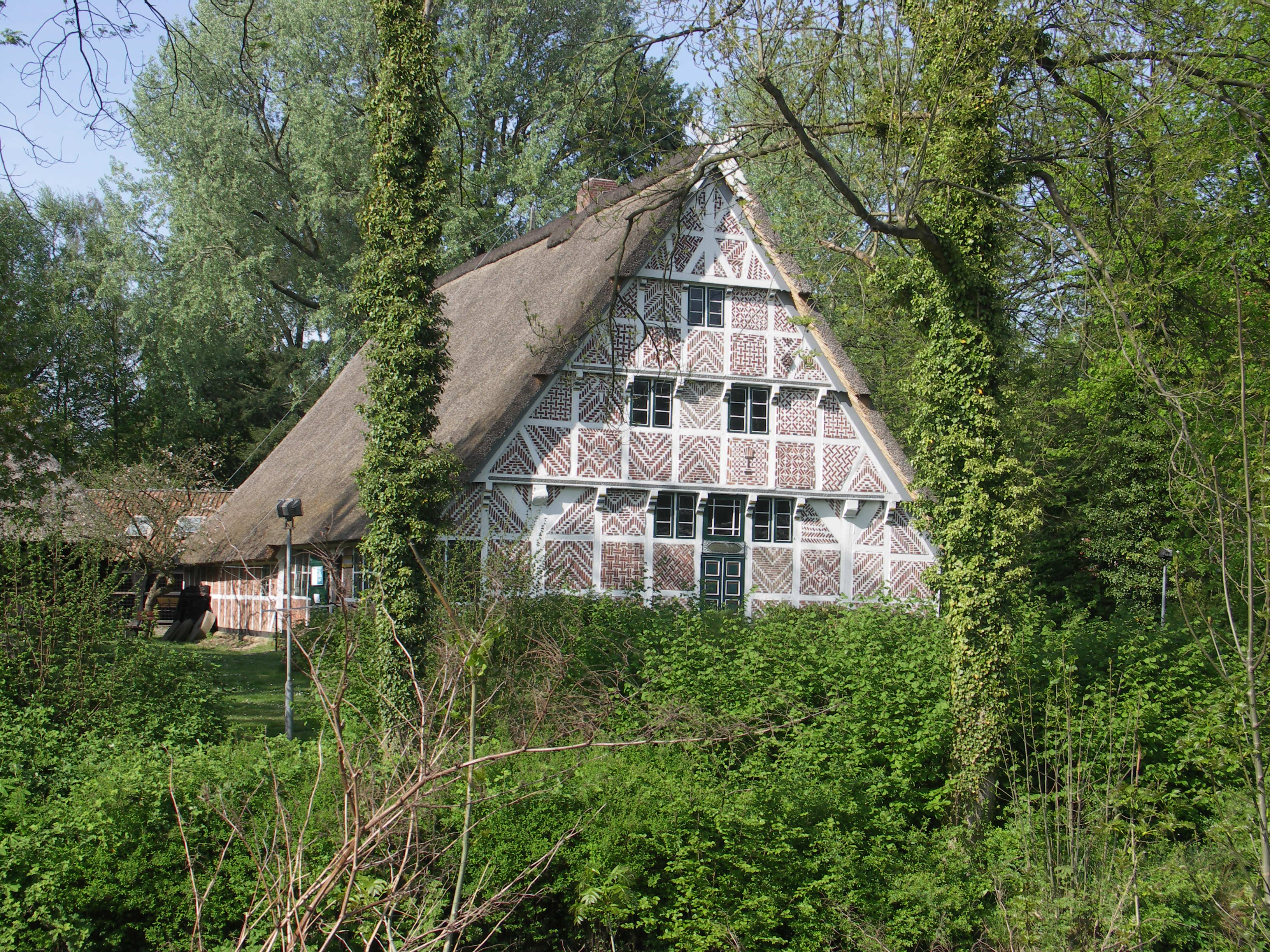
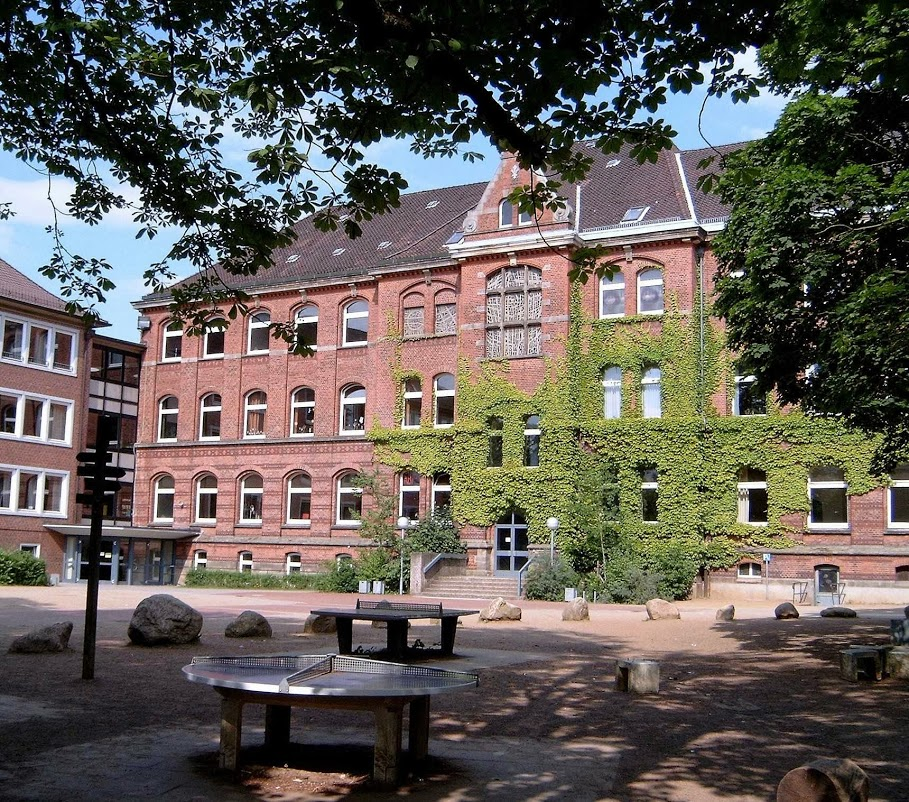
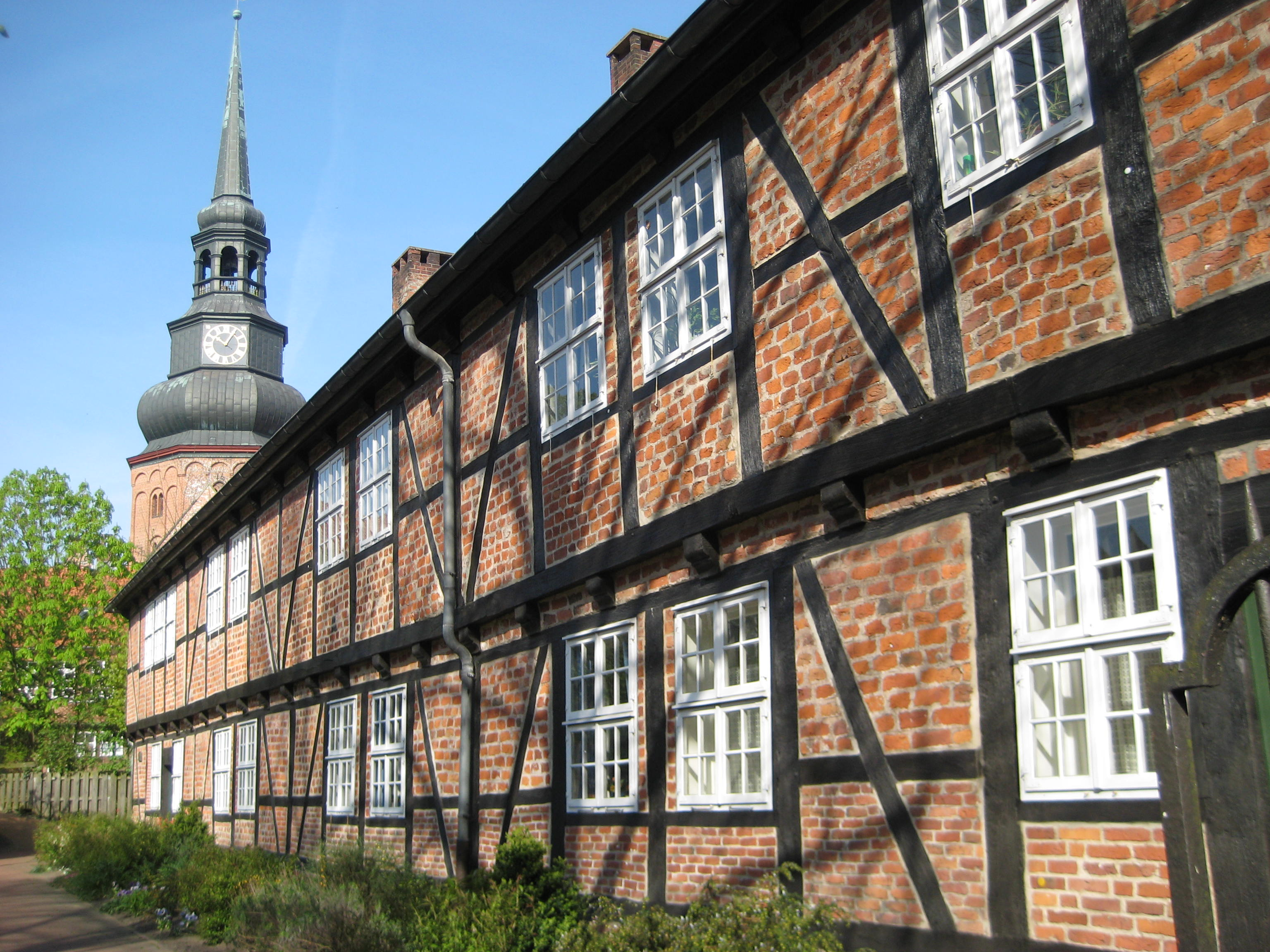